# Lynn Nyhart
Lynn K. Nyhart est une historienne des sciences américaine, professeure au Département d'histoire des sciences de l'Université du Wisconsin à Madison. Elle a été présidente de la History of Science Society de 2012 à 2013. Ses principaux domaines d'intérêt sont l'histoire de la biologie, le transfert international d'idées, les relations entre l'élite et la science populaire, et les théories de l'individualité, des parties et des ensembles. Son livre Modern Nature: The Rise of the Biological Perspective in Germany a reçu le prix Abrams en 2009.

## Formation
Nyhart a obtenu son AB de l'Université de Princeton en 1979, sa maîtrise de l'Université de Pennsylvanie en 1982 et son doctorat de l'Université de Pennsylvanie en 1986, ce dernier sous la supervision de Mark B. Adams avec une thèse intitulée Morphology and the German University, 1860–1900.

## Carrière
Nyhart a enseigné à la Lyman Briggs School et au département d'histoire de l'Université d'État du Michigan (1986–87) et a été membre du corps professoral invité à l'Université de Princeton avant de rejoindre le département d'histoire des sciences de l'Université du Wisconsin à Madison. Elle est passée de professeure adjointe (1988-1995), à professeure agrégée (1995-2006) puis à professeure titulaire (2006 à aujourd'hui). Elle a été présidente du Département d'histoire des sciences et a participé au programme d'études sur les femmes. En 2012, elle est devenue professeure distinguée Vilas-Bablitch-Kelch au Département d'histoire des sciences.

## Travaux
Ses principaux domaines d'intérêt sont l'histoire de la biologie, le transfert international d'idées, les relations entre l'élite et la science populaire, et les théories de l'individualité, des parties et des ensembles.
Elle écrit sur l'histoire de la biologie, en se concentrant particulièrement sur l'histoire naturelle en Allemagne du XIXe siècle. Dans Biology Takes Form: Animal Morphology and the German Universities, 1800–1900 (1994), elle étudie une grande variété de mouvements et d'institutions, cherchant une cohérence dans l'histoire des sciences de la vie dans la pensée allemande du XIXe siècle. En adaptant un cadre de travail de E. S. Russell, elle examine des approches morphologiques initialement définies de manière lâche, pour retracer le développement multi-brins de la «zoologie scientifique». Deux morphologistes évolutionnistes dont elle discute en détail sont Karl Gegenbaur et Ernst Haeckel. Cela a été applaudi comme « un livre très ambitieux qui essaie de faire beaucoup de choses et la plupart d'entre elles très bien ».
Modern Nature: The Rise of the Biological Perspective in Germany (2009) examine la transition d'une science naturelle de la collecte et de la classification taxonomique à un examen dynamique des interactions des organismes entre eux et au sein de leur environnement. Elle s'intéresse au transfert d'idées dans les musées et les établissements d'enseignement, en se concentrant sur des personnalités telles que Philipp Leopold Martin, Friedrich Junge et Karl Möbius pour comprendre la modernisation des idées. Décrit comme « un livre exemplaire d'érudition historique », il a reçu le prix Susan E. Abrams en 2009.
Nyhart a co-organisé (avec Scott Lidgard ) la conférence Gordon Cain 2012, «E pluribus unum: Bringing Biological Parts and Wholes into Historical and Philosophical Perspective» à la Chemical Heritage Foundation.
Elle a été présidente de la History of Science Society de 2012 à 2013. Son «histoire future», The shape of the history of science profession, 2038: a prospective retrospective, débat des voies non traditionnelles de l'histoire des sciences et spécule sur le développement collaboratif d'une «histoire citoyenne de la science».

## Publications
- (en) Lynn K. Nyhart, Modern Nature : The Rise of the Biological Perspective in Germany, The University of Chicago Press, 2009 (ISBN 978-0-226-61089-4, lire en ligne)
- Des sciences citoyennes? La question de l'amateur dans les sciences naturalistes. La Tour d'Aigues (France): Editions de l'Aube, 2007. Co-éd, avec Florian Charvolin et André Micoud.
- Science and Civil Society Co-editor, avec Thomas Broman, Osiris, Volume 17. (University of Chicago Press, 2002)[10].
- Biology Takes Form: Animal Morphology and the German Universities, 1800–1900 (University of Chicago Press, 1994).
- (en) Lynn K. Nyhart (1998). Civic and Economic Zoology in Nineteenth-Century Germany: The "Living Communities" of Karl Mobius, Isis: International Review devoted to the History of Science and its Cultural Influences, 89 (4) : 605-630.  (ISSN 0021-1753) DOI 10.1086/384157.

## Récompenses
- 2011–16: Prix de mi-carrière Kellett, UW-Madison (prix de 5 ans)[2]
- 2012, membre de la conférence Gordon Cain, Chemical Heritage Foundation [8]
- 2011, bourse Guggenheim [11]
- 2009, Prix Susan E. Abrams d'histoire des sciences pour Modern Nature: The Rise of the Biological Perspective in Germany[7].